# Donald P. Bellisario
Donald Paul Bellisario, más conocido como Donald P. Bellisario (Cokeburg, Pensilvania, 8 de agosto de 1935), es un productor de televisión y guionista que creó y a veces escribió, episodios para las series de televisión Magnum, P.I., Airwolf, Quantum Leap, JAG y NCIS. Solía incluir como personajes a veteranos militares.

## Primeros años
Bellisario nació en Cokeburg Pensilvania, es hijo de padre italiano, Albert Jethro, y de madre serbia, Dana (de soltera Lapcevic). Se desempeñó en el Cuerpo de Marines de los Estados Unidos desde 1955 hasta 1959, alcanzando el rango de Sargento.

Bellisario obtuvo una licenciatura en periodismo de la Universidad Estatal de Pensilvania en 1961. En 2001 fue nombrado Alumno Distinguido, el más alto honor otorgado a un graduado de la Universidad Estatal de Pensilvania. En 2006, al dotar una beca con 1 millón de dólares en la Facultad de Comunicaciones de Penn State, recordaría:
«Crecer en un pueblo minero de carbón de Pensilvania occidental, sé de primera mano los sacrificios que se hacen para dar a un hijo o hija una educación universitaria... y como un marino veterano que volvió a Penn State con dos niños pequeños y poco dinero, recuerdo muy bien esa lucha. Es mi esperanza que esta beca también aliviará la carga financiera de los demás hombres y mujeres jóvenes que han defendido nuestro país para alcanzar sus metas académicas.»
Bellisario se convirtió en redactor de textos publicitarios en Lancaster, Pensilvania, en 1965, y tres años más tarde se convirtió en el director creativo de la Agencia Bloom en Dallas, Texas. Después ascendió a vicepresidente sénior, pasados ocho años, se trasladó a Hollywood para continuar la escritura de guiones y la producción.

## Carrera de Televisión
Después de trabajar con productores de televisión como Glen A. Larson, Bellisario adoptó algunas de sus técnicas de producción, en particular la utilización de un pequeño grupo de actores que le sirvieron para muchas de sus producciones. Creó o cocreó series de televisión como Magnum, P.I., Airwolf, Quantum Leap, JAG y NCIS. Fue un escritor y productor de Baa Baa Black Sheep y del Battlestar Galactica original. Además, escribió y dirigió la película Last Rites  (1988).
Un tema común que atraviesa la mayor parte de la obra de Bellisario es la tendencia a que el protagonista sea un miembro actual o anterior de las fuerzas armadas de Estados Unidos. Por ejemplo, el personaje de Tom Selleck en Magnum, P.I. es egresado de la Academia Naval de los Estados Unidos, ex SEAL, oficial y veterano de Vietnam; el personaje de Jan-Michael Vincent en Airwolf, también fue un veterano de Vietnam y todavía está buscando a su hermano, desaparecido en combate; el comandante Harmon "Harm" Rabb, Jr., protagonista de JAG también es graduado de la Academia Naval y ex aviador naval; y el personaje principal de NCIS, Leroy Jethro Gibbs, un jubilado del Cuerpo de Marines, había sido sargento de artillería y francotirador del explorador.
Bellisario recibió una estrella en el Hollywood Walk of Fame en 2004, que se muestra en el episodio "Caballo de Troya" de la temporada 9 de JAG. En una entrevista con el canal de ciencia ficción SyFy a finales de 1990, Bellisario dijo que la inspiración para crear Quantum Leap le vino en 1988 después de leer una novela sobre viajes en el tiempo. Su período de servicio militar junto al asesino de John F. Kennedy, Lee Harvey Oswald, fue la base para el episodio de larga duración de la quinta temporada "Lee Harvey Oswald", que se emitió el 22 de septiembre de 1992.
Bellisario se retiró en 2007, tras informar de una "prolongada tensión" con la estrella Mark Harmon que terminó con salida de NCIS. A pesar de que conserva el título de productor ejecutivo, no ha tenido ninguna participación creativa o ejecutiva con NCIS desde entonces. Bellisario más tarde demandó a CBS por la creación de NCIS: Los Ángeles, argumentando que su contrato con la cadena le daba derecho a los primeros derechos para crear cualquier spin off de NCIS, así como alguna parte de los beneficios de la nueva serie. El caso fue resuelto antes del juicio en el 2011 por "una cantidad no revelada". La productora de Bellisario fue nombrada Belisario Productions, cuyo nombre recuerda al general romano Belisario, del que "Bellisario" es una variante en la lengua italiana.

## Series de televisión creadas
| Años          | Título                   | Notas           |
| ------------- | ------------------------ | --------------- |
| 1980-1988     | Magnum P.I.              |                 |
| 1982-1983     | Tales of the Gold Monkey |                 |
| 1984-1987     | Airwolf                  |                 |
| 1989-1993     | Quantum Leap             |                 |
| 1992          | Tequila y Bonetti        |                 |
| 1995-2005     | JAG                      |                 |
| 2002          | Primer lunes             |                 |
| 2003-presente | NCIS                     | Spin-off de JAG |

## Vida personal
Bellisario se casó con Margaret Schaffran en 1956 y se divorció en 1974. Tuvieron cuatro hijos: Joy Bellisario-Jenkins (nacido en 1956), Leslie Bellisario-Ingham (nacido en 1961), David Bellisario (productor en NCIS: Los Ángeles), y Julie Watson Bellisario (productora de NCIS).
Bellisario se casó con su segunda esposa, Lynn Halpern, en 1979 y se divorciaron en 1984. Tuvieron un hijo, Michael Bellisario, el 7 de abril de 1980 (tenía un papel recurrente como el guardiamarina Michael Roberts en JAG e interpretó a Charles "Chip" Sterling en NCIS)
Se casó con su tercera esposa, Deborah Pratt, en 1984 y se divorciaron en 1991. Tuvieron dos hijos: Troian (nacida el 28 de octubre de 1985) y Nicholas (nacido el 27 de agosto de 1991). Troian interpretó a Sarah McGee en NCIS, a Teresa en Quantum Leap, a Erin en JAG, y (desde junio de 2010) a Spencer Hastings en Pretty Little Liars.
Bellisario se casó con su cuarta esposa, Vivienne, el 27 de noviembre de 1998. Obtuvo dos hijastros del matrimonio: Chad y Sean Murray, que interpreta a Timothy McGee en NCIS.
- Datos: Q710739
- Multimedia: Donald P. Bellisario / Q710739